# Onex
Onex je město na jihozápadě Švýcarska, v kantonu Ženeva. Žije zde přibližně 19 tisíc obyvatel.

## Geografie
Onex se nachází jižně od řeky Rhôny a severně od řeky Aire, asi 5 km jihozápadně od centra Ženevy. Sousedními obcemi jsou Plan-les-Ouates na jihu, Confignon a Bernex na západě, Vernier na severu a Lancy na jihovýchodě.

## Historie

Nová výstavba v Onex, letecký pohled (1968)

V letech 1972 a 1975 byly objeveny stopy římského osídlení. První zmínka pochází z roku 1292 pod názvem Onay. Ve středověku patřila oblast Onex z velké části ženevské katedrální kapitule, která ji v letech 1061 až 1080 dostala darem od ženevského hraběte Gerolda. Od roku 1412 je zde doložena kaple zasvěcená svatému Martinovi. Během reformace se oblast vrátila do vlastnictví ženevského panství a kaple byla využívána k reformovaným bohoslužbám. Turínskou smlouvou z roku 1754 připadl Onex Savojsku a byl rekatolizován. V kostele, který v roce 1724 nahradil kapli, se opět sloužily mše.

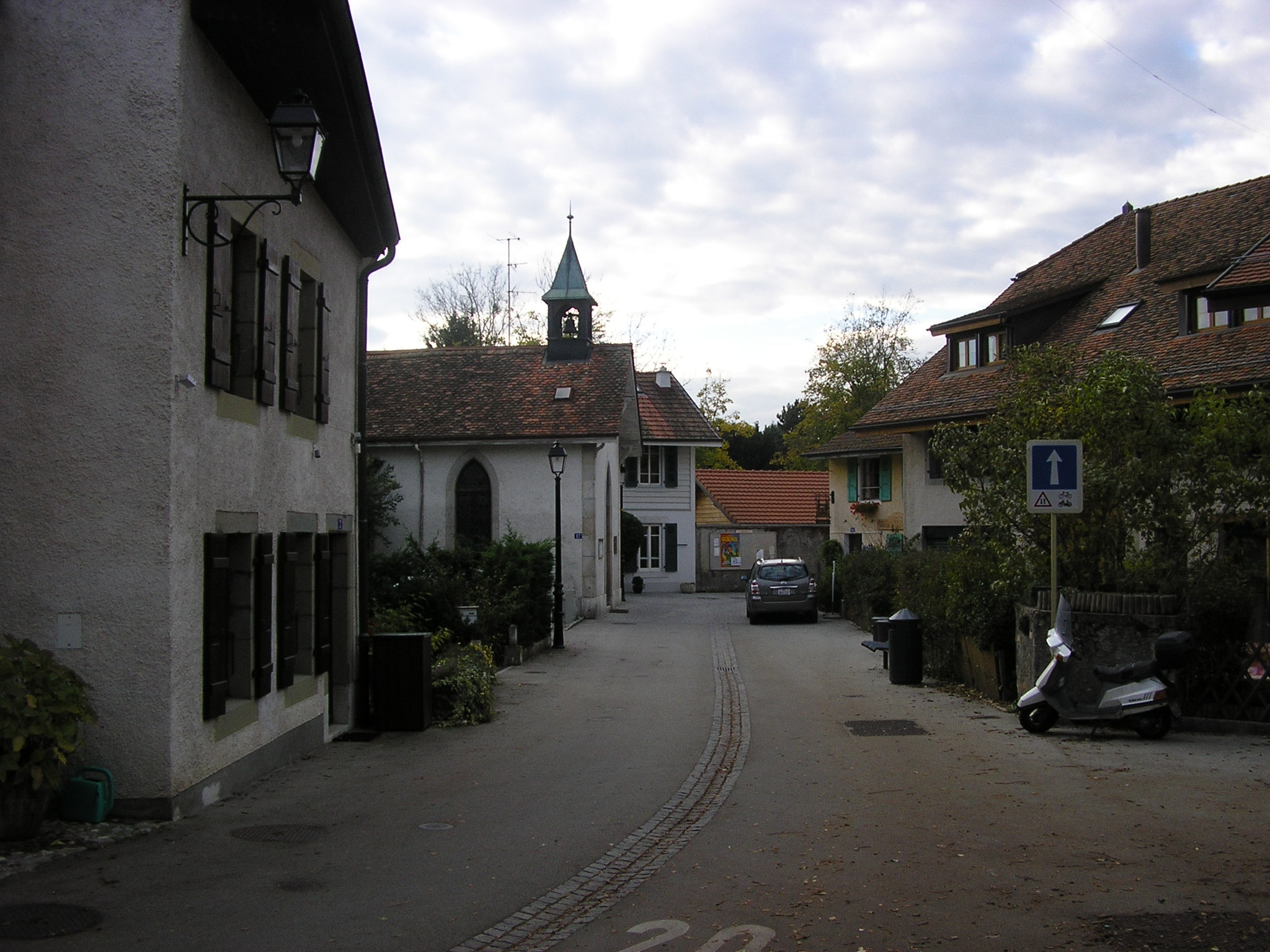
Staré centrum města

Po připojení Savojska k Francii v roce 1793 vytvořily Bernex, Onex a Confignon jednu politickou obec. Podle Turínské smlouvy z roku 1816 bylo Onex začleněno do kantonu Ženeva (jako tzv. Communes réunies, „sloučené obce“). V roce 1850 se obec oddělila od Bernex, později od Confignonu a v roce 1851 se stala samostatnou obcí. Kaple postavená v letech 1853–1854 byla prvním reformovaným kostelem v kantonu Ženeva, který byl po restauraci postaven na bývalém území Sardinského království. S výstavbou nové silnice do Chancy se centrum obce posunulo a obec se rozvíjela podél této osy, po které od roku 1884 jezdila také tramvaj. Hydraulický stroj zkonstruovaný Charlesem Schmiedtem, který využíval jako zdroj energie proud řeky Rhôny, zásoboval v letech 1865 až 1893 Onex, Bernex, Confignon a Lancy vodou. Na konci 50. let 20. století byl v kantonu Ženeva nedostatek bytů. V roce 1960 obec Onex na žádost kantonu souhlasila s prodejem pozemku o rozloze přibližně 110 000 m² veřejné nadaci Cité-Nouvelle pro výstavbu sociálního bydlení v bytových domech a devíti až patnáctipodlažních věžových domech. Cité-Nouvelle bylo jedním z prvních velkých sídlišť na okraji Ženevy.

## Obyvatelstvo
| Rok            | 1860 | 1900 | 1950 | 1960 | 1970   | 2000   | 2010   | 2012   | 2014   | 2015   | 2016   | 2017   |
| Počet obyvatel | 261  | 279  | 958  | 2128 | 13 524 | 16 419 | 17 642 | 17 851 | 18 305 | 18 635 | 18 825 | 18 869 |

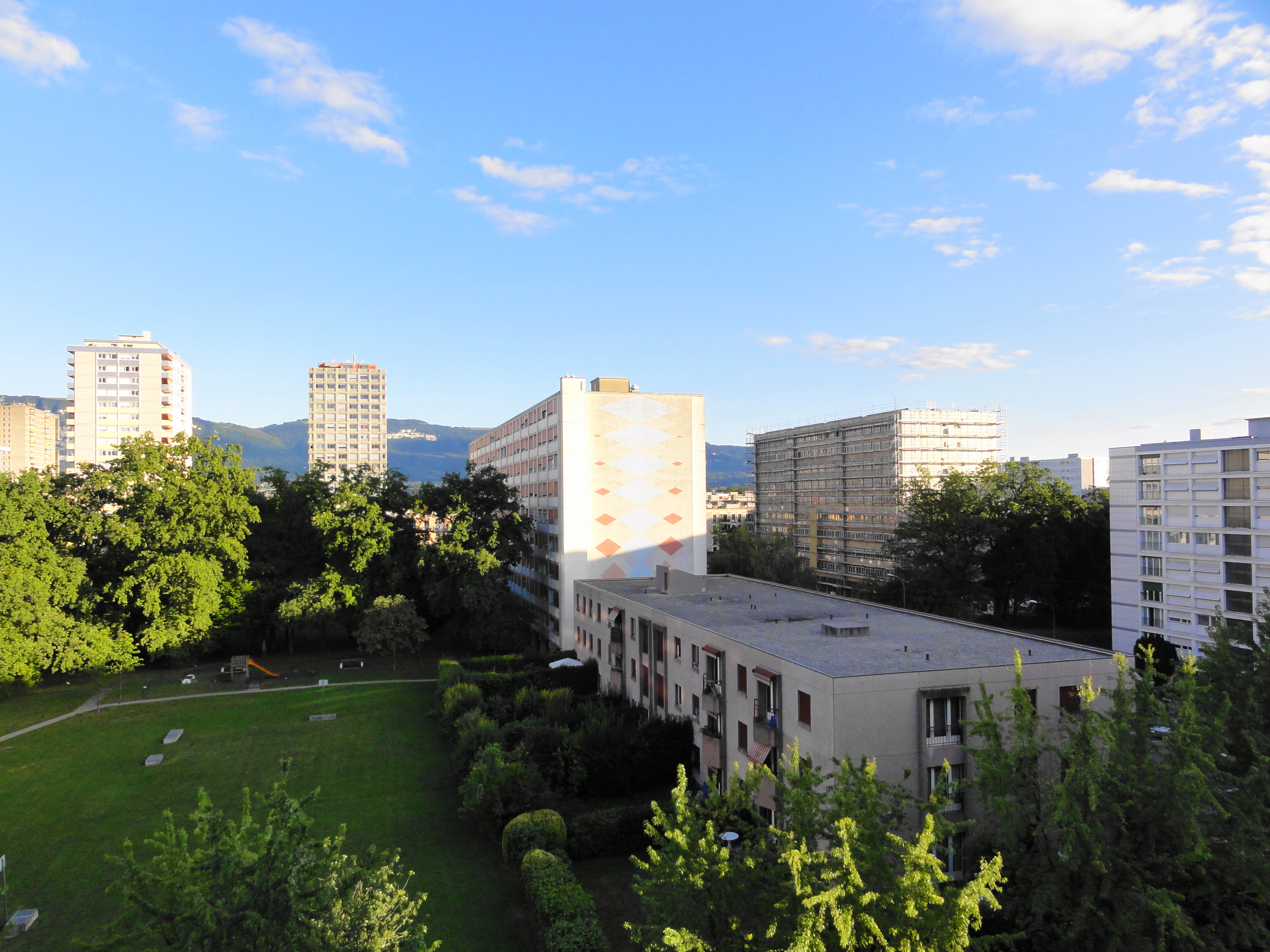
Cité Nouvelle

Mezi lety 1900 a 2010 se počet obyvatel Onex zvýšil více než 60krát, tj. z 279 (40. místo ze 45 obcí kantonu Ženeva) na 17 642 obyvatel (šestá největší obec kantonu). Většina obyvatel (k roku 2000) hovoří francouzsky (13 064, tj. 79,6 %), druhou nejčastější řečí je italština (767, tj. 4,7 %) a třetí portugalština (692, tj. 4,2 %).

## Hospodářství
Až do 50. let 20. století bylo pro Onex charakteristické zemědělství, které bylo poté stále více vytlačováno sektorem služeb (v roce 2005 téměř 90 % pracovních míst v obci). V roce 2000 devět desetin pracujících obyvatel dojíždělo za prací, převážně do Ženevy, nebo ostatních měst v okolí.

## Doprava
Onex je napojen na síť ženevské veřejné dopravy tramvajovou linkou č. 14 a několika autobusovými linkami, které provozuje ženevský dopravní podnik Transports publics genevois (TPG). Železnice územím města neprochází, nejbližší železniční stanice se nachází v Ženevě. Dálnice A1 ze Ženevy směrem k francouzské hranici se nachází asi 3 km od města.

## Partnerská města
- Bandol, Francie
- Liestal, Švýcarsko
- Massagno, Švýcarsko
- Nettuno, Itálie
- Wehr, Německo